# 賞櫻會
賞櫻會（日语：桜を見る会）是日本政府於每年4月主辦的賞花活動，日本政府負擔賞櫻會的全部活動費用。
賞櫻會時，日本首相會與日本政界、社會各界、體育界與藝人等在新宿御苑一同觀賞八重樱。4月中旬是觀賞八重樱的最佳時節。首屆賞櫻會於1952年舉行。因賞櫻會風波，2020年的賞櫻會停辦。